# Tillandsia gracillima
Tillandsia gracillima är en gräsväxtart som beskrevs av Lyman Bradford Smith. Tillandsia gracillima ingår i släktet Tillandsia och familjen Bromeliaceae. Inga underarter finns listade i Catalogue of Life.